# 埃尔尼 (加来海峡省)
埃尔尼（法語：Ergny，法語發音：[ɛʁɲi]）是法国上法蘭西大區加来海峡省的一个市镇，属于蒙特勒伊区。

## 地理
埃尔尼（50°35'1"N, 1°58'51"E）面积9.29 平方千米，位于法国上法蘭西大區加来海峡省，该省份为法国北部沿海省份，西北濒北海，南至索姆省，东临北部省。
与埃尔尼接壤的市镇（或旧市镇、城区）包括：康帕涅莱布洛奈、维坎冈、艾克斯昂埃尔尼、阿韦讷、布尔特、埃尔利。
埃尔尼的时区为UTC+01:00、UTC+02:00（夏令时）。

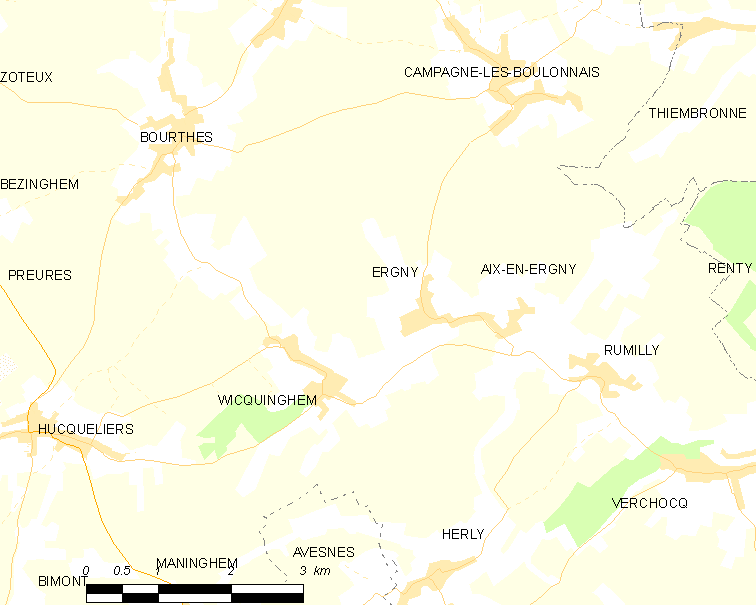
埃尔尼的OSM定位图

## 行政
埃尔尼的邮政编码为62650，INSEE市镇编码为62302。

## 政治
埃尔尼所属的省级选区为兰布尔县。

## 人口

1962-2008年间埃尔尼人口变化图示

埃尔尼于2022年1月1日时的人口数量为232人。